# 児玉三夫
児玉 三夫（こだま みつお、1915年8月1日 - 1996年9月23日）は、日本の教育学者。
鹿児島県鹿児島市春日町出身。東京帝国大学（現 東京大学）文学部教育学科卒業。明星大学第2代学長。いわき明星大学創設者、初代学長。長兄は小原一夫、次兄は鰺坂二夫。兄たちが歴史学、地理学、哲学に関心をもっていたため、強く影響を受ける。また、叔父の小原国芳が京都帝国大学で哲学を学び、成城学園の幹部として活躍していたことも影響し、歴史学、地理学、哲学に興味を抱くようになる。京都にするか東京にするかの選択に悩み、結局は東京の文学部の教育学を専攻したことが「回想　教育と私」に記されている。
小学校3年までは鹿児島女子師範学校の付属小学校にて過ごし、3年の途中で私立成城小学校に転校後、中学、高校とも成城で過ごす。小学校時代にはリトミック研究者である小林宗作から指導を受ける。
東京帝国大学卒業後、長崎師範学校教諭となり、以後文部省国民精神文化研究所嘱託、財団法人明星中学校、同高等学校教諭、旧制 東京農業教育専門学校文部教官を経て、1951年に明星学苑理事、東京都立大学人文学部助教授、早稲田大学非常勤講師。1960年早稲田大学文学部教授、同大学大学院研究科教授。
早稲田大学文学部教授時代の弟子に2008年から第7代明星大学学長を務めている小川哲生、同大就任後の最後期の弟子に高橋史朗らがいる。
ペスタロッチ、ジョン・デューイの研究者であり、後年シェイクスピアの原典収集活動にも尽力した。二桁にのぼるファースト・フォリオ版があり、世界的知名度がある。1992年に、明星大学図書館で学生や一般向けに一時公開した以後、一般への公開はされていない。1994年にペスタロッチー教育賞を受賞。
翻訳書に『私の教育学的信条』（デューイ/原田實・児玉三夫 訳: 春秋社）がある。